# Панькевич Юліан Іванович
Юліа́н (Юліян) Якович Паньке́вич (псевдонім Простен Добромисл) (4 липня 1863, Устя-Зелене, нині Монастириського району Тернопільської області — літо 1933, Харків) — український художник, літератор, громадський діяч.
З його ім'ям пов'язане становлення українського мистецтва кінця XIX — першої половини XX ст.

## Життєпис
Народився 4 липня 1863 р. у с. Устя-Зелене, тепер — Монастириського району в родині церковного маляра Якова Панькевича родом із с. Чесник. Дитячі роки Юліана Панькевича минули в с. Васючин та в містечку Єзуполі.
1884 р. закінчив Бережанську гімназію. Малярства навчався у Краківській академії мистецтв, коли її директором був Ян Матейко (1884–1885, Польща). Далі продовжував навчання у Відні (1885–1887, Австрія). Відомо, що Ю. Панькевич організовував у селах хори, керував ними, безкоштовно навчав сільських дітей малюванню, історії мистецтва, виготовляв декорації та проектував костюми для аматорських вистав, організовував гуртки самоосвіти. А ще добре грав на скрипці, самовіддано диригував хорами.
Юліан Панькевич займався релігійним малярством, вносячи у нього народний колорит, різноманітні орнаменти, побутові деталі. Високу оцінку мали свого часу його картини «Ісус Христос», «Богородиця», «Сільська Мадонна».
У 1890-х рр. він намалював іконостас до церкви св. пророка Іллі у с. Борщів поблизу Перемишлян.
Під час канікул у 1885 р. студенти Львівського університету організували мандрівку з Тернополя до Чернівців. Юліан Панькевич тоді познайомився з Іваном Франком.
Із Миколою Івасюком змалював руїни монастиря в селі Семенів (нині Теребовлянського району), монастиря отців Василіян поблизу міста Теребовля, Теребовлянського замку та інші.
Від 1892 працював у місті Станиславів (нині Івано-Франківськ) і селах Прикарпаття, зокрема на Рогатинщині, де організував хори, навчав малярству, оформляв хати-читальні, розписував церкви, записував фольклор, виступав на вічах.
Від 1898 — у місті Львів. Співзасновник і секретар «Товариства для розвою руської штуки» (1898), співорганізатор його виставок (1898, 1900, 1903). Сприяв у навчанні М. Бойчуку.
1896 р. художник намалював композицію «Трійця» для церкви с. Іване-Золоте, що біля Заліщиків. З 1898 р. працював у Львові в «Товаристві для розвою руської штуки». 1903 р. вийшла антологія української лірики «Акорди», упорядником і редактором якої був Іван Франко, який, цінуючи його здібності рисувальника, доручив Юліанові Панькевичу ілюстрування та художнє оформлення цієї унікальної збірки.
Портрет Тараса Шевченка 1904 р. — один із найкращих творів митця. Тоді ж він намалював перший зі своїх портретів Івана Франка. Це єдиний портрет Каменяра, виконаний з натури.
1918 р. вийшла з друку у Львові невеличка книжечка Володимира Гнатюка «Баронський син в Америці». До десяти казок, уміщених у збірці, подано сорок ілюстрацій та двадцять заставок і кінцівок роботи Юліана Панькевича. Приблизно тоді ж на замовлення Володимира Гнатюка він виконав ілюстрації до збірки «Народні легенди». Багато часу, творчої енергії віддав художник праці над ілюстраціями до «Слова о полку Ігоревім», до повісті Г. Хоткевича «Камінна душа», творів Степана Руданського, Якова Щоголіва.
Від осені 1933 — у Харкові; старший науковий співробітник історичного музею.
Загинув у Харкові за нез'ясованих обставин влітку 1935 р. (або у 1934 р.).
Серед учнів Юліяна Панькевича були Михайло Бойчук, В. Баляс, Северин Борачок та інші.

## Твори

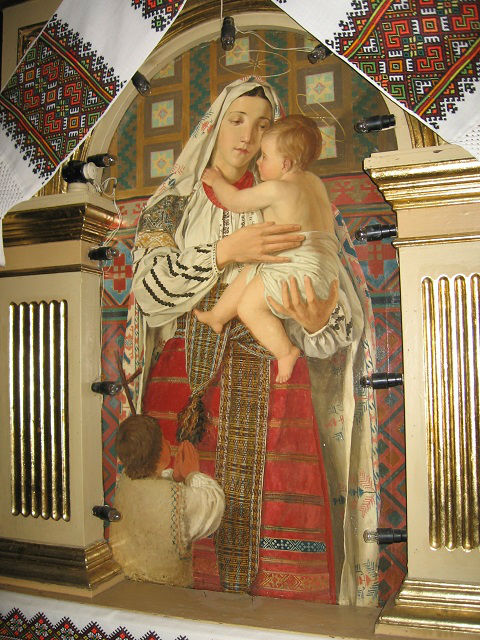
Ю. Панькевич. Богородиця. Намісна ікона іконостасу храму св. пророка Іллі с. Боршів Перемишлянського району. Фото Олег Дух

### Художня творчість
Серед творів:
- жанрові композиції;
- портрети:
  - Миколи Костомарова (1885),
  - Тараса Шевченка, (1904),
  - Івана Франка (1910) та інші.
- пейзажі;
- церковні розписи, зокрема храму в селі Іванє (з Т. Копистинським; 1896, нині Іване-Золоте Заліщицького району).

Проілюстрував книги:
- Володимира Гнатюка,
- Антона Крушельницького,
- Гната Хоткевича,
- Василя Щурата та інших.

1903 р. здійснив художнє оформлення антології української поезії «Акорди» (упорядник Іван Франко).
Юліан Панькевич завжди відстоював реалістичний напрямок у малярстві. Він з обуренням виступав проти тих «знавців», котрі дивилися за костюмами, а «лиць не бачили». Художник, на його думку, мусить бути всебічно освіченою людиною. Серед найвідоміших творів Юліана Панькевича:
- «Пейзаж зі скалами в Бубнищі»,
- «Теребовлянський замок»,
- «Повернення з ярмарку» (1885),
- «На сільському майдані» (1891),
- «Рибалки над Прутом» (1893),
- «Хмельницький закликає козаків на повстання» (1896),
- «Тарасове горе» (1903),
- «Подільський пейзаж»,
- «Дніпро».

### Літературна творчість
Автор сатиричних куплетів, казок, оповідань, перекладів, статей у періодичних виданнях.

## Вшанування пам'яті
- Садиба-музей М. Угрина-Безгрішрого, м. Рогатин, Івано-Франківський обласний художній музей.[5]
- Кімната-музей Юліана Панькевича — діє від 1993 в середній школі села Устя-Зелене.